# 合众国诉微软案
合众国诉微软案（英語：United States v. Microsoft Corp.，253 F.3d 34 (2001)（页面存档备份，存于））是美国的一个反垄断诉讼案，联邦政府联合了19个州以及首都哥伦比亚特区共同起诉微软公司违反《谢尔曼反垄断法》而占据了绝对的市场垄断地位;乔尔·克莱恩该案的首席检察官，最终该案由美國司法部达成和解。
政府一方指控微软公司滥用垄断地位，在其基于英特尔公司微处理器架构的个人计算机操作系统Windows中强制捆绑销售浏览器软件Internet Explorer。因此这一案件的核心问题就是微软公司是否能够在其操作系统Windows中捆绑Internet Explorer，而这一捆绑销售行为被认为正是微软赢得浏览器大战的根本原因，因为在市场中竞争的其它浏览器软件如Netscape Navigator或Opera都是需要用户使用调制解调器连网下载或是从软件商店购买的。
与之相关的一些问题还包括：微软是否通过改变或操纵应用程序接口来达到使Internet Explorer更具优势的目的，微软与原始设备制造商之间是否达成过相关的限制性许可协议，以及其达成这类协议过程中的相应意图是否是为了通过不正当竞争手段打压对手，形成垄断。
微软公司表示，将Windows与Internet Explorer进行合并完全是创新和竞争的结果，两者之间存在千丝万缕的联系，早已属于一个不可分割的整体，并且消费者也大都从IE的免费中得到了实惠，因为这让原本需要付费的Netscape之类软件之后也都变得了免费软件。但政府一方的律师则进一步反驳说，浏览器仍然是一个独立的软件产品，并不需要将之捆绑到操作系统中，一个显著的例子是，Internet Explorer仍然有为Mac OS设计的版本可供用户选择安装。他们还指出，IE浏览器未必真的就是免费的，因为其开发和营销的成本可能已经加入到了Windows的成本中，导致其价格上升。这一案件一开始是在哥伦比亚特区联邦地区法院进行审理的，主审法官为托马斯·潘菲尔德·杰克逊，而联邦司法部一方的代表则为大卫·波依斯。

## 历史
联邦政府对微软公司的注意最早开始于1991年联邦贸易委员会对微软是否滥用权力形成其在PC操作系统市场上的垄断地位。当时该委员会由于最终只能达成2比2的僵持结果而停止了调查，但联邦司法部于同年8月21日重新开始了独立调查。这一调查最终也在微软同意不将其它的软件产品与Windows捆绑销售，但仍然可以集成一些功能到操作系统中的情况下于1994年7月15日达成了和解。
在之后的几年中，微软坚持认为Internet Explorer（除了OEM版本的Windows 95，适合这一版本使用的IE之后在Microsoft Plus!中单独销售）并不是一个“产品”，而是一个可以添加到操作系统中的“功能”，不过联邦司法部显然并不认同这样的定义。
在其2008年的年度报告中微软公司表示：
Lawsuits brought by the U.S. Department of Justice, 18 states, and the District of Columbia in two separate actions were resolved through a Consent Decree that took effect in 2001 and a Final Judgment entered in 2002. These proceedings imposed various constraints on our Windows operating system businesses. These constraints include limits on certain contracting practices, mandated disclosure of certain software program interfaces and protocols, and rights for computer manufacturers to limit the visibility of certain Windows features in new PCs. We believe we are in full compliance with these rules. However, if we fail to comply with them, additional restrictions could be imposed on us that would adversely affect our business.
- 译文：由合众国联邦司法部与18个州加上哥伦比亚特区共同发起的两个法律诉讼已于2001年达成一致，并从2002年的最终判决起生效。这些限制包括强制开放某些软件程序接口和协议，并给予计算机制造商在新生产的个人计算机中限制某些Windows产品功能的权利。我们相信自己完全可以遵守这些规则，并且如果我们没有遵守就将会面临更多额外的限制，进而对我们的业务造成不利影响。

## 和解
2001年11月2日，联邦司法部与微软就案件达成了一项和解。这一和解方案要求微软与第三方公司共享API，并任命一个三人小组，该小组可以在今后5年的时间里随时对微软的系统、记录和源代码进行不受限制的访问和检查以确保其遵守了相关的协议。不过，联邦司法部并没有要求微软更改已有的任何代码，也没有禁止微软在未来的Windows中捆绑其它软件。但是哥伦比亚特区和加利福尼亚州、康涅狄格州、艾奥瓦州、佛罗里达州、堪萨斯州、明尼苏达州、弗吉尼亚州、马萨诸塞州、犹他州对这样的和解结果很不满意，认为这只不过是“一个巴掌打在手腕上”（英語：a slap on the wrist），而行业权威人士罗伯特·X·克林格利则表示：拆分是不可能的了，“现在唯一可以让微软倒台的可能只有自杀”（英語：now the only way Microsoft can die is by suicide）。曾协助杰克逊法官起草事实认定草案的北卡罗莱纳大学教堂山分校反垄断法教授更表示，这一和解协议给予了微软公司的Windows和其它“平台软件”反垄断豁免权，协议中的这些条款将破坏自由竞争，微软现在已经开始享有其通过非法手段获得的浏览器软件市场垄断地位。

## 对案件的批评
诺贝尔经济学奖得主米尔顿·弗里德曼认为这一针对微软的反垄断诉讼开创了一个政府干涉自由市场的危险先例，未来的政府监管将给同行业的技术进步受阻埋下伏笔。不过2007年1月《商业与经济研究期刊》（英語：Journal of Business & Economic Research）中的詹金斯（英語：Jenkins）和比恩（英語：Bing）则认为，与米尔顿所担心的恰恰相反，这一和解实际上对微软的影响微乎其微，其中的罚款、限制和监控都还远远不足以“防止它滥用垄断权力主宰操作系统和应用软件业”。他们的结论是，在这一案件得到和解后，微软仍然可以利用其保有的主导或垄断地位扼杀对手的竞争和技术创新。
Be公司首席执行官（CEO）让-路易·加西声称微软公司并没有真正从Internet Explorer中获利，之所以将之集成到操作系统是因为消费者在购买操作系统时也正希望其中会有附有一个浏览器软件。比如说，BeOS也同样集成了一个浏览器软件NetPositive（一般简称为“Net+”）。他认为微软真正打击竞争对手的不当行为是向OEM厂商提供回扣来防止其它操作系统在市场上拥有立足之地。
另一位诺贝尔经济学奖得主保罗·克鲁格曼则在其于2000年4月26日发表在《纽约时报》的文章“MICROSOFT: WHAT NEXT?”中写道：“我们并不是在讨论有罪无罪的问题，而是现实与否的问题：即使你真的相信比尔·盖茨违反了法律，也不能对其强加一个会损害广大民众的惩罚。哪怕是那些强烈批评微软做法的人也不得不担心简单地将其分割所会带来的反效果：原本免费的应用软件可能都会开始收费，而经营操作系统的公司也将放弃原有的价格限制大幅提价。”

### 引用
1. ↑  .   [2013-04-19]. （原始内容存档于2016-03-04）.
2. ↑  .   [2013-04-19]. （原始内容存档于2011-08-26）.
3. ↑  .   [2013-04-18]. （原始内容存档于2011-02-25）.
4. ↑  Microsoft Corporation Form 10-K Annual Report （页面存档备份，存于）for fiscal year ending June 30, 2008. (pg. 14) Retrieved June 18, 2010. (Archived by WebCite® at)
5. ↑  
"United States of America, Plaintiff, v. Microsoft Corporation, Defendant", Final Judgement （页面存档备份，存于）, Civil Action No. 98-1232, November 12, 2002. (Archive at)
6. ↑  I, Cringely . The Pulpit . The Once and Future King: Now the Only Way Microsoft Can Die is by Suicide | PBS （页面存档备份，存于） (Archive at https://web.archive.org/web/20110101070913/http://www.pbs.org/cringely/pulpit/2004/pulpit_20040408_000808.html)
7. ↑  A case of insecure browsing (Archive at https://web.archive.org/web/20110719200750/http://www.unclaw.com/chin/scholarship/nando.pdf)
8. ↑  DECODING MICROSOFT: A FIRST PRINCIPLES APPROACH （页面存档备份，存于）(Archive at)
9. ↑  The Microsoft Case （页面存档备份，存于）(Archive at)
10. ↑  Friedman, Milton. . Policy Forum. Cato Institute. 1999-04-01  [2013-02-23]. （原始内容存档于2012-12-08）.
11. ↑  Jenkins, Gregory T.; Robert W. Bing. . Journal of Business & Economic Research. January 2007, 5 (1): 11–16  [2013-02-23]. （原始内容存档于2013-06-18）.
12. ↑  Jean-Louis Gassée on why PC manufacturers don't sell non MS products （页面存档备份，存于）(Archive at)
13. ↑  .   [2013-04-19]. （原始内容存档于2014-10-26）.
14. ↑  The Unofficial Paul Krugman Web Page

## 延伸阅读
文章
- Andrew Chin, Decoding Microsoft: A First Principles Approach（页面存档备份，存于）, 40 Wake Forest Law Review 1 (2005)
- Kenneth Elzinga, David Evans, and Albert Nichols, United States v. Microsoft: Remedy or Malady? 9 Geo. Mason L. Rev. 633 (2001)
- John Lopatka and William Page, Antitrust on Internet Time: Microsoft and the Law and Economics of Exclusion, 7 Supreme Court Economic Review 157–231 (1999)
- John Lopatka and William Page, The Dubious Search For Integration in the Microsoft Trial, 31 Conn. L. Rev. 1251 (1999)
- John Lopatka and William Page, Who Suffered Antitrust Injury in the Microsoft Case?, 69 George Washington Law Review 829-59 (2001)
- Alan Meese, Monopoly Bundling In Cyberspace: How Many Products Does Microsoft Sell ? 44 Antitrust Bulletin 65 (1999)
- Alan Meese, Don't Disintegrate Microsoft (Yet), 9 Geo. Mason L. Rev. 761 (2001)
- Steven Salop and R. Craig Romaine, Preserving Monopoly: Economic Analysis, Legal Standards, and the Microsoft Case, 7 Geo. Mas. L. Rev. 617 (1999)
- Howard A. Shelanski and J. Gregory Sidak, Antitrust Divestiture in Network Industries, 68 University of Chicago Law Review 1 (2001)

图书
- Abramson, Bruce. . MIT Press. 2005. ISBN 978-0-262-51196-4.
- Gavil, Andrew I.; First, Harry. . Cambridge, Massachusetts, USA: MIT Press. 2014-12-09. ISBN 978-0-262-02776-2.
- Liebowitz, S. J.; Margolis, Stephen. . Independent Institute. 2001-03-01  [2010-11-29]. ISBN 978-0-945999-84-3. （原始内容存档于2015-03-20）.
- Page, William H.; Lopatka, John E. . University of Chicago Press. 2009. ISBN 978-0-226-64464-6.
- Reynolds, Alan. . Hudson Institute. 2001.